# Grigori Juljewitsch Schukowski
Grigori Juljewitsch Schukowski (russisch Григорий Юльевич Жуковский; * 14. Julijul. / 26. Juli 1878greg. in St. Petersburg; † 12. November 1939 in Moskau) war ein russischer Physikochemiker und Hochschullehrer.

## Leben
Schukowskis Vater Juli Galaktionowitsch Schukowski war Ökonom und übersetzte Werke von Karl Marx. Schukowskis Mutter Jekaterina Iwanowna geborene Iljina (in 1. Ehe Zenina) war Übersetzerin und lebte in Wassili Alexejewitsch Slepzows Kommune. Schukowski begann nach dem Gymnasiumsbesuch 1897 das Studium an der Universität St. Petersburg. Er arbeitete im Laboratorium am Lehrstuhl für Anorganische Chemie unter der Leitung Dmitri Petrowitsch Konowalows und sammelte Erfahrungen im Bereich der Physikalischen Chemie, Thermochemie und Kalorimetrie. 1902 schloss er das Studium mit einem Diplom 1. Klasse ab.
Nach dem Studium trat Schukowski in das Laboratorium am Lehrstuhl für Allgemeine Chemie Nikolai Semjonowitsch Kurnakows des St. Petersburger Technologischen Instituts ein. Unter Kurnakows Leitung beschäftigte er sich mit physikalisch-chemischen Analysen. Er untersuchte dann selbständig Quecksilber-Alkalimetall-Legierungen und wies bisher unbekannte Phasen nach. Für die Untersuchung des Quecksilber-Lithium-Systems erhielt er von der Russischen Chemischen Gesellschaft den Mendelejew-Preis. 1904 wurde er vom wissenschaftlichen Rat des Technologischen Instituts zu weiteren Studien ins Ausland geschickt. An der Universität Heidelberg untersuchte er bei Georg Hermann Quincke die Lichtabsorption in Gasen, Flüssigkeiten und Festkörpern und bei Georg Bredig die Interferenz in der Optik. An der Universität Göttingen untersuchte er bei Gustav Tammann die Polymorphie in Kristallgittern und Prozesse der Kristallisation und der Glasbildung. 1906 vertrat Schukowski das St. Petersburger Technologische Institut auf der internationalen Konferenz für Angewandte Chemie in Rom und kehrte dann nach St. Petersburg zurück.
1912 wurde Schukowski Leiter des Lehrstuhls für Silikatwerkstoffe des Warschauer Polytechnischen Instituts und organisierte ein Laboratorium für Glas und Keramik. Als nach Beginn des Ersten Weltkriegs sich die Front Warschau näherte, wurde das Warschauer Polytechnische Institut hastig zunächst nach Moskau und dann nach Nischni Nowgorod und Rostow am Don evakuiert, während ein Teil an das Polytechnische Institut Don in Nowotscherkassk kam. Schukowski kehrte an das Petrograder Technologische Institut zurück und wurde auf Empfehlung Kurnakows Berater in der Artillerie-Hauptverwaltung des Kriegsministeriums.
1914–1915 beriet sich der Chef der Artillerie-Hauptverwaltung Alexei Alexejewitsch Manikowski mit Nikolai Nikolajewitsch Katschalow, Dmitri Sergejewitsch Roschdestwenski und Ilja Wassiljewitsch Grebenschtschikow von der Universität Petrograd sowie W. A. Dobrodumow, Kurnakow und Schukowski vom Petrograder Technologischen Institut über die Herstellung von optischem Glas, für das es bisher in Russland keine Produktionsmöglichkeiten gab. Im April 1916 wurde beschlossen, eine Fabrik für optisches Glas in Isjum zu errichten. Zur Baukommission gehörten Manikowski, Dobrodumow (Vorsitz), Kurnakow (wissenschaftliche Leitung) und Schukowski sowie Katschalow, Grebenschtschikow und Wladimir Jefimowitsch Grum-Grschimailo aus der Kaiserlichen Porzellanmanufaktur. Nach den Erfahrungen von Otto Schott und Carl Zeiß in Jena sollte sowohl die Glasherstellung als auch die Herstellung der optischen Geräte in Isjum konzentriert werden. Im August 1916 kamen Dobrodumow, Schukowski und Offiziere und Militäringenieure der Artillerie-Hauptverwaltung nach Isjum, um den Bau der Fabrik durchzuführen. Wegen Lieferproblemen kam es zu Verzögerungen. Nach der Oktoberrevolution wurde im März 1918 die Einstellung der Kriegsindustrie verkündet. Als von April bis November 1918 Isjum von deutschen Truppen besetzt war, wurden die Bauarbeiten für die Glasfabrik eingestellt.
1921–1924 war Schukowski Professor im Polytechnischen Institut Charkow am Lehrstuhl für Silikatwerkstoffe und führte Forschungs- und Entwicklungsarbeiten für optische Gläser durch. Im Mai 1923 erschmolz Schukowski in der Glasfabrik in Isjum das erste optische Glas. Es entwickelte sich eine vielfältige Industrie für optisches Glas in enger Kooperation mit dem Institut für Optik (GOI). 1924–1929 war Schukowski Cheftechniker im Glaswerk Isjum.
Schukowski wurde 1929 zum Doktor der technischen Wissenschaften promoviert. Ab 1929 arbeitete er im Moskauer Chemisch-Technologischen Institut. Er leitete das Projekt für ein Versuchsglaswerk des Staatlichen Experimentalinstituts für Glas in Moskau. 1936 eröffnete das GOI bei dem Glaswerk Isjum ein Laboratorium für das Erschmelzen optischer Gläser, das von Schukowski geführt wurde. Zu den Mitarbeitern gehörten Lidija Iwanowna Djomkina, Gleb Nikolajewitsch Rautian und Igor Michailowitsch Buschinski.